# چاینابنک
چاینابنک (انگلیسی: Chinabank) شرکت خدمات مالی و بانکداری چینی است، که در سال ۱۹۲۰ تأسیس شد.